# Maison Bornibus

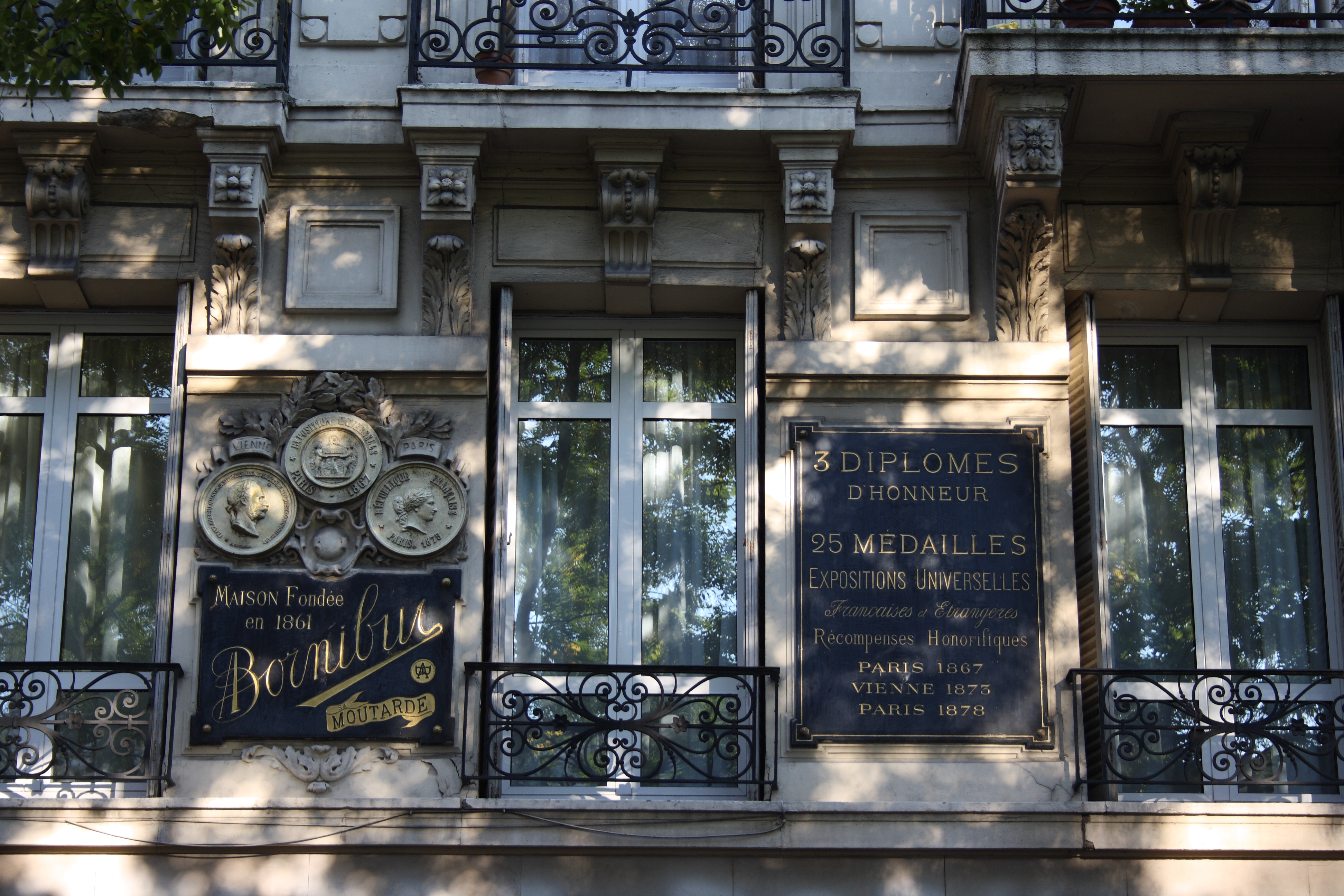
Ehemaliger Firmensitz Boulevard de la Villette Nr. 58 in Paris

Die Maison Bornibus ist ein 1861 gegründetes Unternehmen zur Herstellung von Senf. Der Markenname Bornibus existiert noch heute.

## Geschichte
Alexandre Bornibus (geboren in Verpillières-sur-Ource, Département Aube) gründete 1861 das Unternehmen, das sich zunächst 18, boulevard du Combat in Belleville befand. Er änderte die bisherige Rezeptur des Dijon-Senfs und erhielt dafür 1864 ein Patent. Da sein Senf Erfolg hatte, siedelte das Unternehmen in größere Räume am Boulevard de la Villette in Paris um. 1870 kaufte Alexandre Bornibus das Haus Nr. 58 am Boulevard de la Villette und ließ in den nächsten elf Jahren das Fabrikgebäude neu errichten. Die Maison Bornibus erhielt eine Vielzahl von Auszeichnungen für ihre Produkte, z. B. bei der Weltausstellung 1867 in Paris und bei der  Weltausstellung 1873 in Wien.
Als der Firmengründer 1882 starb, übernahmen seine drei Söhne die Leitung des Unternehmens. Nach dem Ersten Weltkrieg übernahm die Familie Boubli das Unternehmen. Als Anfang der 1970er Jahre Charles Boubli Geschäftsführer war, hatte es 70 Beschäftigte.     
Heute ist Bornibus ein Produktname des Unternehmens AGRODOR, das in Dormans ansässig ist.